# Gurian (Afghanistan)
Pour les articles homonymes, voir Gurian.
Gurian est une ville de l'ouest de l'Afghanistan qui aurait en 2006 une population de 28 300 habitants. Elle se situe dans la province d'Hérat, dans le district de Gurian, au sud de l'Hari Rûd et de la route entre Hérat et Mechhed (en Iran).